# Olympische Sommerspiele 2008/Teilnehmer (Palau)
| Gelbes Symbol für Goldmedaillen mit stilisierten Olympischen Ringen | Graues Symbol für Silbermedaillen mit stilisierten Olympischen Ringen | Braundes Symbol für Bronzemedaillen mit stilisierten Olympischen Ringen |
| ------------------------------------------------------------------- | --------------------------------------------------------------------- | ----------------------------------------------------------------------- |
| —                                                                   | —                                                                     | —                                                                       |

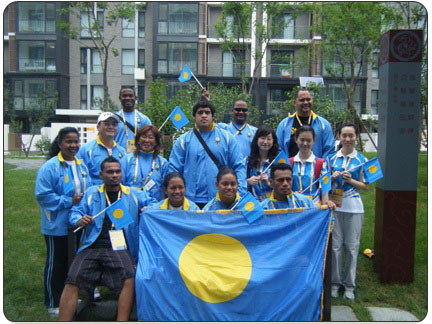
Mannschaftsfoto der Olympiateilnehmer

Palau nahm 2008 mit fünf Athleten an den Olympischen Sommerspielen in Peking teil.

## Teilnehmer nach Sportarten

### Leichtathletik
- Peoria Koshiba
Frauen, 100 m
- Jesse Tamangrow
Männer, 100 m

### Ringen
- Elgin Elwais
Männer, griechisch-römisch Klasse bis 55 kg (Bantamgewicht)
- Florian Temengil
Männer, Freistil Klasse bis 120 kg (Superschwergewicht)

### Schwimmen
- Amber Yobech
Frauen, 50 m Freistil